# Gojira (banda)
Gojira é uma banda de death metal progressivo francesa formada em 1996 em Baiona, França. Formado inicialmente com o nome de Godzilla, a banda alterou o nome em 2001. Gojira é composto pelo vocalista, guitarrista e compositor Joe Duplantier, seu irmão mais novo e baterista Mario Duplantier, Christian Andreu como segundo guitarrista, e Jean-Michel Labadie como baixista, formação esta que é a mesma desde que a banda mudou de nome. A banda é conhecida por ter letras que tratam da natureza, espiritualidade, vida e morte. Atualmente o Gojira é uma das principais bandas do metal moderno ao lado de nomes como: Slipknot, Opeth, Lamb of God e Mastodon.
Até o momento, a banda lançou sete álbuns de estúdio e três DVDs ao vivo. Eles são conhecidos por suas letras que retratam temas e questões relacionadas ao meio ambiente, em prol da preservação dos recursos naturais do planeta terra, além de abordarem questões e pensamentos filosóficos acerca da vida, da morte e da espiritualidade. Ademais, a banda já foi descrita como um grupo que "saiu da obscuridade" para estar entre os "líderes do metal do novo milênio". Por fim, em 2017, Gojira recebeu indicações ao Grammy de Melhor Álbum de Rock por seu álbum Magma (2016) e Melhor Performance de Metal por seu single "Silvera", do mesmo álbum.
Gojira usa suas letras para espalhar suas crenças e preocupações espirituais e para a preservação do meio ambiente. Eles também cooperam com uma organização chamada Sea Shepherd Conservation Society para proteger os animais marinhos, especialmente, baleias, golfinhos e tubarões.
Seu álbum Fortitude foi eleito pela Metal Hammer como o melhor álbum de metal progressivo de 2021 e pela Loudwire como o 10º melhor álbum de rock/metal de 2021. Esta última também elegeu a faixa "Born for One Thing" como a 4ª melhor música de metal de 2021.

## Membros
- Joe Duplantier - vocal, guitarra (1996–atualmente)
- Mario Duplantier - bateria (1996–atualmente)
- Christian Andreu - guitarra (1996–atualmente)
- Jean-Michel Labadie - baixo (1998–atualmente)

### Antigos membros
- Alexandre Cornillon - baixo (1996–1998)[11]

## Discografia
| - Terra Incognita (2001) - The Link (2003) - From Mars to Sirius (2005) - The Way of All Flesh (2008) - L'Enfant Sauvage (2012) - Magma (2016) - Fortitude (2021) - Victim (1996) - Possessed (1997) - Saturate (1999) - Wisdom Comes (2000) - Maciste All'Inferno (2003) - End of Time (2012) - The Link Alive (CD/DVD) (2004) - The Flesh Alive (CD/DVD) (2012) - Les Enfants Sauvages (CD/DVD) (2014) | \| Ano \| Título \| Diretor \| \| ---- \| -------------------- \| --------------------------------- \| \| 2001 \| "Love" \| Alain Duplantier \| \| 2006 \| "To Sirius" \| Alain Duplantier \| \| 2008 \| "Vacuity" \| Six Pieds Sous Terre Productions \| \| 2009 \| "All the Tears" \| Jossie Malis \| \| 2012 \| "L'Enfant Sauvage" \| Anne Deguehegny \| \| 2014 \| "Born In Winter" \| Jossie Malis \| \| 2016 \| "Stranded" \| Vincent Caldoni \| \| 2016 \| "Silvera" \| Drew Cox \| \| 2016 \| "Low Lands" \| Alain Duplantier \| \| 2016 \| "The Shooting Star" \| Markus Hofko \| \| 2017 \| "The Cell" \| Drew Cox \| \| 2020 \| "Another World" \| Maxime Tiberghien & Sylvain Favre \| \| 2021 \| "Born For One Thing" \| Charles De Meyer \| |                                   |
| Ano | Título | Diretor                           |
| 2001 | "Love" | Alain Duplantier                  |
| 2006 | "To Sirius" | Alain Duplantier                  |
| 2008 | "Vacuity" | Six Pieds Sous Terre Productions  |
| 2009 | "All the Tears" | Jossie Malis                      |
| 2012 | "L'Enfant Sauvage" | Anne Deguehegny                   |
| 2014 | "Born In Winter" | Jossie Malis                      |
| 2016 | "Stranded" | Vincent Caldoni                   |
| 2016 | "Silvera" | Drew Cox                          |
| 2016 | "Low Lands" | Alain Duplantier                  |
| 2016 | "The Shooting Star" | Markus Hofko                      |
| 2017 | "The Cell" | Drew Cox                          |
| 2020 | "Another World" | Maxime Tiberghien & Sylvain Favre |
| 2021 | "Born For One Thing" | Charles De Meyer                  |